# Agrotis lapidosa
Agrotis lapidosa là một loài bướm đêm trong họ Noctuidae.